# Santa Cruz del Sil
Santa Cruz del Sil är en ort i Spanien.   Den ligger i provinsen Provincia de León och regionen Kastilien och Leon, i den nordvästra delen av landet, 300 km nordväst om huvudstaden Madrid. Santa Cruz del Sil ligger 927 meter över havet och antalet invånare är 156.
Terrängen runt Santa Cruz del Sil är kuperad. Runt Santa Cruz del Sil är det glesbefolkat, med 18 invånare per kvadratkilometer. Närmaste större samhälle är Bembibre, 19,8 km söder om Santa Cruz del Sil. I omgivningarna runt Santa Cruz del Sil växer i huvudsak blandskog.